# Leptocera pluriseta
Leptocera pluriseta är en tvåvingeart som först beskrevs av Oswald Duda 1925.  Leptocera pluriseta ingår i släktet Leptocera och familjen hoppflugor. Inga underarter finns listade i Catalogue of Life.